# ORF
Österreichischer Rundfunk (ORF) (Austrijski krugoval) je austrijska državna televizija. 

## Grane

### Televizija

#### Programi
ORF emitira sljedeće programe:
- ORF 1 – prvi program koji emitira sve važne događaje
- ORF 2 – drugi program emitira ponajviše informativni program s tim da se emitira još i u 9 regionalnih verzija
- ORF 2 Europe – program identičan drugom programu, ali bez zabavnog, serijskog i filmskog programa, emitira free-to-air preko satelita Astra 19,2
- ORF III – program za kulturu
- ORF SPORT + – sportski program